# قاقم‌های دورنگ راه‌راه
قاقم‌های دورنگ راه‌راه (نام علمی: Ictonyx) نام یک سرده از زیرخانواده راسوئیان است.